# Горан Диздар
Горан Диздар (хорв. Goran Dizdar;нар. 4 грудня 1958, Загреб) – хорватський шахіст і шаховий тренер, гросмейстер від 1991 року.

## Шахова кар'єра
1980 року поділив 2-ге місце (позаду Їндріха Трапла, разом з Їржи Лехтинським і Пейчо Пеєвим) на турнірі за круговою системою в Карвіні. 1981 року виступив у складі збірної Югославії на командному чемпіонаті світу серед студентів, який відбувся в Граці. 1983 року посів 2-ге місце (позаду Даніеля Кампори) в Тузлі, а також переміг у Оберварті. У 1985 році поділив 1-ше місце (разом з Вольфгангом Ульманном на турнірі Tatran Cup, який відбувся в Старому Смоковці. 1988 року поділив 1-ше місце на турнірі за швейцарською системою в Ліхтенштейні, тоді як у 1990 році поділив 2-ге місце (позаду В'ячеслава Ейнгорна на турнірі Berliner Sommer у Берліні.
Починаючи з відновлення незалежності в 1991 році належить до когорти провідних хорватських шахістів. Неодноразово брав участь у фіналі чемпіонату країни, найбільшого успіху досягнувши 1995 року, коли після перемоги в додатковому матчі над Зденко Кожулом виборов титул чемпіона Хорватії. Крім того, 1998 року виборов титул віце-чемпіона країни. Між 1992 і 2006 роком п'ять разів представляв національну збірну на шахових олімпіадах, також був учасником командного чемпіонату світу (1997), на якому виграв срібну медаль в особистому заліку на 5-й шахівниці, і тричі командного чемпіонату Європи (1992, 1997, 2005), в 1992 році виборовши бронзову медаль, також в особистому заліку на 5-й шахівниці.
1998 року поділив 3-тє місце (позаду Івана Соколова і Роберта Зелчича, разом із, зокрема, Віктором Корчним, Матіасом Вальсом і Левом Псахісом) на зональному турнірі в Дрездені й завоював путівку на чемпіонат світу за олімпійською системою, який відбувся 1999 року в Лас-Вегасі. Там у першому раунді переміг Ляна Чуна, але в 2-му програв з Сергієві Мовсесяну і вибув з подальшої боротьби.
Інші успіхи на міжнародних турнірах (від 1991 року):
- поділив 2-ге місце в Гамбурзі (1992, позаду Властіміла Янси, разом із, зокрема, Михайлом Красенковим, Олександром Оніщуком і Олегом Корнєєвим),
- поділив 2-ге місце в Осієку (1993, позаду Зденко Кожула, разом з Влатко Ковачевичем),
- посів 2-ге місце у Макарській (1994, позаду Тулліо Марінеллі),
- поділив 2-ге місце в Соліні (1994, позаду Влатко Ковачевича, разом з Еміром Диздаревичем),
- поділив 1-ше місце в Макарській (1996, разом з Крістіаном Габріелем),
- посів 2-ге місце в Задарі (1996, позаду Младена Палаца),
- поділив 1-ше місце в Кап д'Агде (2006, разом з Ентоні Костеном і Младеном Палацом)[6].

Найвищий рейтинг Ело в кар'єрі мав станом на 1 липня 1998 року, досягнувши 2570 очок ділив тоді 2-3-тє місце (позаду Роберта Зелчича, разом зі Зденко Кожулом) серед хорватських шахістів.

## Зміни рейтингу
| На цьому місці має відображатися графік чи діаграма, однак з технічних причин його відображення наразі вимкнено. Будь ласка, не видаляйте код, який викликає це повідомлення. Розробники вже працюють для того, щоби відновити штатне функціонування цього графіка або діаграми. | |
| | На цьому місці має відображатися графік чи діаграма, однак з технічних причин його відображення наразі вимкнено. Будь ласка, не видаляйте код, який викликає це повідомлення. Розробники вже працюють для того, щоби відновити штатне функціонування цього графіка або діаграми. |